# 三ヨウ化物
三ヨウ化物（さんヨウかぶつ、英語: triiodide）は、主に3つのヨウ素原子による多原子アニオン、三ヨウ化物イオン (I3−) を含む塩を意味する。例えば三ヨウ化ナトリウム、三ヨウ化アンモニウムがこれに含まれ、これらにはそれぞれ対応する（モノ）ヨウ化物が存在する。この他の化合物、三ヨウ化窒素、三ヨウ化リン、三ヨウ化アンチモン、そして三ヨウ化ガリウムなどは、ヨウ素原子同士が結合しておらず、三ヨウ化物イオンを形成しない。タリウムはヨウ化タリウム(III)が発見されないため三ヨウ化タリウム(I)と表される。

## 三ヨウ化物イオン
三ヨウ化物イオンはいくつか存在するものの中で最もシンプルなポリヨウ化物である。溶液中では低濃度だと黄色、高濃度だと褐色を呈する。三ヨウ化物イオンは、そのヨウ素デンプン反応の青紫色の呈色の原因でもある。ヨウ化物はデンプンと反応しないし、ヨウ素の無極性溶媒溶液とも反応しない。
複方ヨード・グリセリンにはより多くのヨウ素を溶解させるためにヨウ化カリウムを含んでいる。また、ヨードチンキにもかなりの量の三ヨウ化物イオンが含まれている。

## 構造

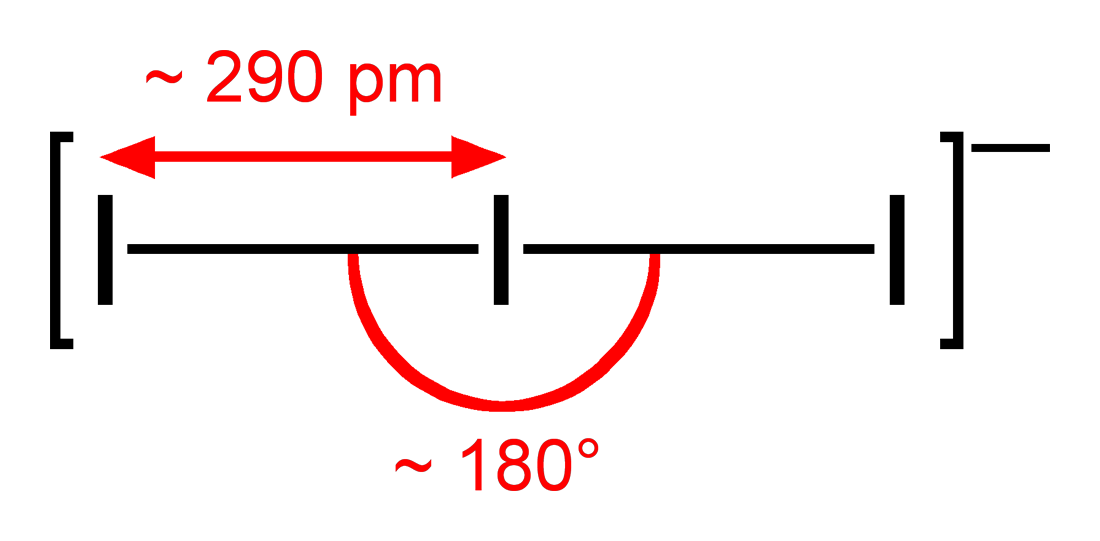
三ヨウ化物イオンのおおよその構造。化合物によって結合長と結合角は僅かに変化する。

三ヨウ化物イオンは直線形で対称的である。VSEPR理論によれば、中心ヨウ素原子は3つのエクアトリアル（赤道の）孤立電子対を有し、2つの末端ヨウ素原子は中心ヨウ素原子に結合した3つの孤立電子対のため、軸方向に直線状に結合される。分子軌道理論において、一般に超原子価結合の中心原子は三中心四電子結合で説明される。三ヨウ化物イオン中のI–I結合は二原子ヨウ素I2中よりも長い。
イオン化合物において、三ヨウ化物イオンの結合長および結合角はカチオンの性質に依存して変化する。三ヨウ化物アニオンは容易に分極し、多くの塩において、一方のI–I結合が他方よりも短くなる。大きなカチオン（例えば [N(CH3)4]+といった第四級アンモニウムカチオン）との組み合わせでのみ、三ヨウ化物イオンはおおよそ対称性を保つ。主な三ヨウ化物結合 (Ia-Ib-Ic) の値は以下の通り。
| 化合物                        | Ia - Ib (pm) | Ib - Ic (pm) | 結合角 (°) |
| ----------------------------- | ------------ | ------------ | ---------- |
| {\displaystyle {\ce {TlI3}}}  | 306.3        | 282.6        | 177.9      |
| {\displaystyle {\ce {RbI3}}}  | 305.1        | 283.3        | 178.11     |
| {\displaystyle {\ce {CsI3}}}  | 303.8        | 284.2        | 178.00     |
| {\displaystyle {\ce {NH4I3}}} | 311.4        | 279.7        | 178.55     |

## 調製
三ヨウ化物イオンは以下の発エルゴン的平衡によって生成する。
{\displaystyle {\ce {I2\ +I^{-}\ \rightleftarrows \ I3^{-}}}}
この反応では、ヨウ化物イオンはルイス塩基、ヨウ素はルイス酸と考えられる。ポリヨウ化物が分岐構造を持つことを除けば、この過程は八硫黄 (S8) と硫化ナトリウムとの反応に類似している。